# 什盧克諾夫

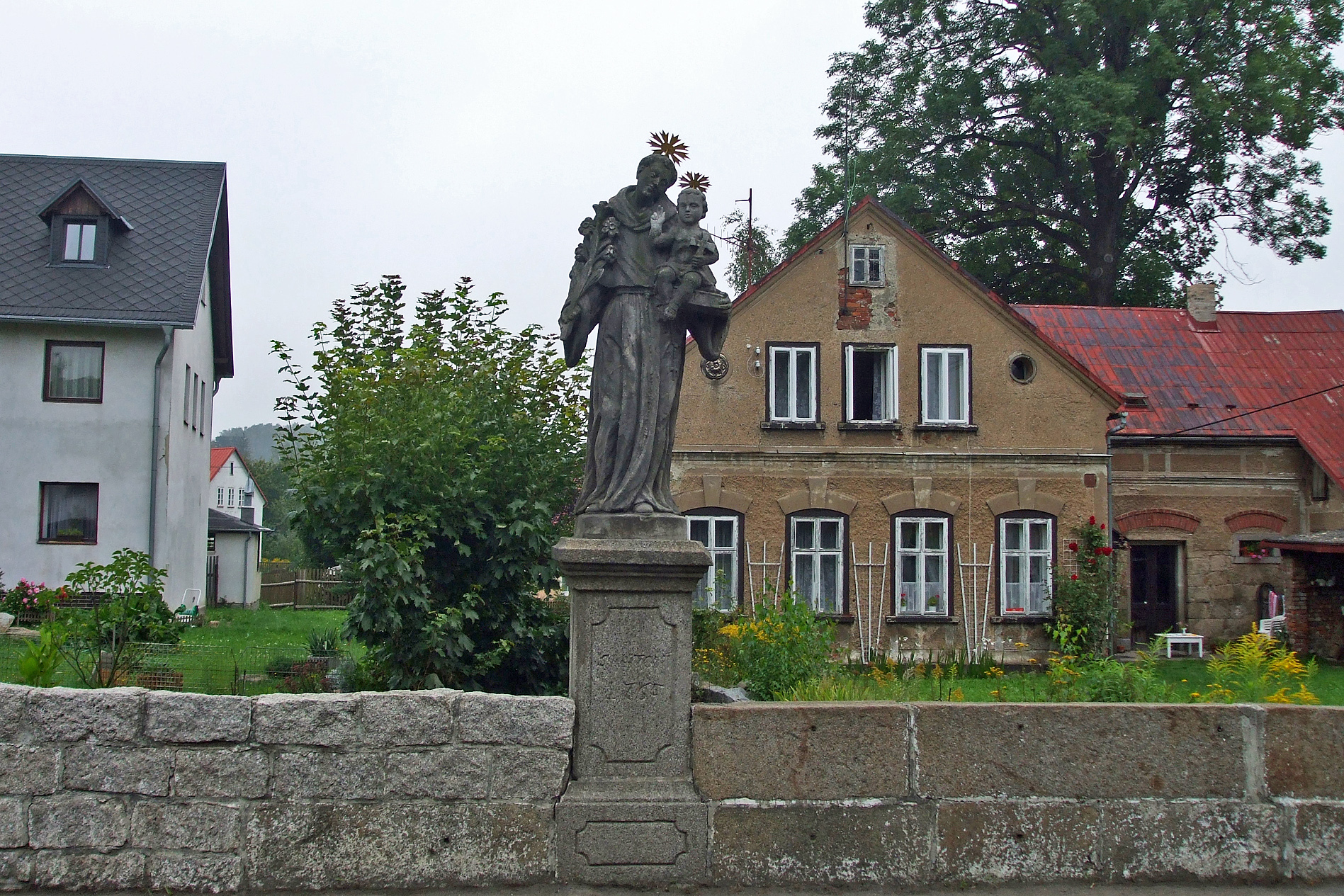

什盧克諾夫是捷克的城鎮，位於該國北部，由烏斯季州負責管轄，面積47.48平方公里，海拔高度340米，2005年人口達到5,647。1938年10月4日，納粹德國元首希特拉到訪該鎮。

## 外部連結
- Municipal website （页面存档备份，存于） （捷克文）